# Phrynosoma orbiculare
Espèce
Synonymes
- Lacerta orbicularis Gmelin, 1789
- Phrynosoma wiegmanni Gray, 1839
- Tapaya orbicularis langicaudatus Dugès, 1888
- Tapaya cortezii Duméril & Bocourt, 1870
- Tapaya dugesii Duméril & Bocourt, 1870
- Tapaya boucardi Duméril & Bocourt, 1870
- Phrynosoma boucardi (Duméril & Bocourt, 1870)
- Phrynosoma boucardii (Duméril & Bocourt, 1870)
- Phrynosoma orbiculare boucardi (Duméril & Bocourt, 1870)
- Phrynosoma orbiculare boucardii (Duméril & Bocourt, 1870)
- Phrynosoma orbiculare durangoensis Horowitz, 1955

Statut de conservation UICN

 LC  : Préoccupation mineure
Phrynosoma orbiculare est une espèce de sauriens de la famille des Phrynosomatidae.

## Répartition
Cette espèce se rencontre dans quasiment tout le Mexique.

## Description
C'est un lézard terrestre qui vit dans de nombreux habitats, des zones cultivées aux prairies sèches jusqu'aux forêts de pins.

## Liste des sous-espèces
Selon The Reptile Database (23 septembre 2015) :
- Phrynosoma orbiculare bradti Horowitz, 1955
- Phrynosoma orbiculare cortezii (Duméril & Bocourt, 1870)
- Phrynosoma orbiculare dugesii (Duméril & Bocourt, 1870)
- Phrynosoma orbiculare orbiculare (Gmelin, 1789)
- Phrynosoma orbiculare orientale Horowitz, 1955

## Publications originales
- Duméril & Bocourt, 1870 : Observations sur les reptiles et les batraciens de la Région Centrale de l’Amérique in Recherches Zoologiques pour servir à l'Histoire de la Faune de l'Amérique Centrale et du Mexique. Mission Scientifique au Mexique et dans l'Amérique Centrale, Recherches zoologiques. Part 3, sect. 1. in Duméril, Bocourt & Mocquard, 1870-1909, Études sur les reptiles, vol. 2-15, p. 33-860.
- Gmelin, 1789 : Caroli a Linné Systema naturae. 13. ed., Tom 1 Pars 3. G. E. Beer, Lipsiae, p. 1033-1516.
- Horowitz, 1955 : An arrangement of the subspecies of the horned toad, Phrynosoma obiculare (Iguanidae). American Midland Naturalist, vol. 54, no 1, p. 204-218.